# 6 mai 1952
Le mardi 6 mai 1952 est le 127e jour de l'année 1952.

## Naissances
- Andrew Gordon, historien américain
- Anna Catasta, politicienne italienne
- Bodo Sperling, artiste, inventeur et synesthète allemand
- Chiaki Mukai, médecin et première astronaute japonaise
- Christian Clavier, acteur français
- Christian Rieu, cycliste français
- Claudius Armbruster, romaniste allemand
- Francis Pelegri, rameur français
- Fred McNeill (mort le 3 novembre 2015), joueur de football américain
- Gerrit Zalm, homme politique néerlandais
- Gregg Henry, acteur américain
- Jean-Claude Chemarin, pilote de vitesse moto français
- Martine Rooms, athlète française
- Michael O'Hare (mort le 28 septembre 2012), acteur américain
- Michel Fontaine (mort le 27 mars 2025), homme politique français

## Décès
- Elfriede Lauckner (née le 15 décembre 1886), peintre allemande
- Maria Montessori (née le 31 août 1870), médecin et pédagogue italienne
- Oswald Birley (né le 31 mars 1880), peintre anglais